# Републикански път III-6202
Републикански път IIІ-6202 е третокласен път, част от Републиканската пътна мрежа на България, преминаващ изцяло по територията на Кюстендилска област, Община Кюстендил. Дължината му е 20,7 km.
Пътят се отклонява надясно при 2 km на Републикански път II-62 западно от село Пиперков чифлик и се насочва на югозапад през най-южната, хълмиста част на Кюстендилската котловина. След като премине през центъра на село Слокощица завива на юг и навлиза дълбоко в Осоговска планина. Преминава последователно през хижите „Иглика“, „Студен кладенец“ и „Осогово“ и завършва при хижа „Трите буки“ на 1570 м н.в.
| Пътища, отклоняващи се надясно (населено място, № на пътя, посока на пътя) | km   | Пътища, отклоняващи се наляво (посока на пътя, № на пътя, населено място) |
| -------------------------------------------------------------------------- | ---- | ------------------------------------------------------------------------- |
| Община Кюстендил, II-62, 2 km →                                            | 0,0  | → 2 km, II-62, Община Кюстендил                                           |
| с. Слокощица                                                               | 1,9  | → с. Слокощица, общински път (за с. Граница)                              |
| с. Слокощица                                                               | 3,2  | ← с. Слокощица, 47,3 km, III-6224 (от с. Църварица)                       |
| Богослов                                                                   | 7,4  | с. Богослов                                                               |
| хижа „Иглика“                                                              | 13,2 | хижа „Иглика“                                                             |
| хижа „Осогово“                                                             | 18,7 | хижа „Осогово“                                                            |
| хижа „Трите буки“                                                          | 20,7 | хижа „Трите буки“                                                         |